# Agglomération grenobloise

Agglomération grenobloise

Le nom Agglomération grenobloise désigne un des 13 territoires département de l'Isère. 
Cette division du département permet de trouver une maison du Conseil départemental implantée sur chaque territoire au plus proche de chaque isérois, afin d'« être plus réactif, simplifier les démarches et faciliter le traitement des dossiers ».

## Présentation
Sur ce territoire, la maison du Conseil départemental se situe à Grenoble.
Ce territoire ne se superpose pas exactement à celui de Grenoble-Alpes Métropole.
Les 46 communes qui en dépendent sont :
- Bresson
- Brié-et-Angonnes
- Champ-sur-Drac
- Champagnier
- Claix
- Corenc
- Domène
- Échirolles
- Eybens
- Fontaine
- Gières
- Grenoble
- Herbeys
- Jarrie
- La Tronche
- Laffrey
- Le Fontanil-Cornillon
- Le Gua
- Le Sappey-en-Chartreuse
- Meylan
- Mont-Saint-Martin
- Montchaboud
- Murianette
- Notre-Dame-de-Commiers
- Noyarey
- Poisat
- Pont-de-Claix
- Proveysieux
- Quaix-en-Chartreuse
- Saint-Barthélemy-de-Séchilienne
- Saint-Egrève
- Saint-Georges-de-Commiers
- Saint-Martin-d'Hères
- Saint-Martin-le-Vinoux
- Saint-Paul-de-Varces
- Saint-Pierre-de-Mésage
- Sarcenas
- Sassenage
- Séchilienne
- Seyssins
- Seyssinet-Pariset
- Varces-Allières-et-Risset
- Vaulnaveys-le-Bas
- Veurey-Voroize
- Vif
- Vizille

## Source
Site du Conseil Général de l'Isère